# لغدیر (الجزایر)
لغدیر (به عربی: لغدير) یک شهرداری در الجزایر است که در استان سکیکده واقع شده‌است.